# Karkop
Karkop (in armeno Քարկոփ?) è un comune di 377 abitanti (2001) della Provincia di Lori in Armenia.